# Consell de Ministres de l'URSS
El Consell de Ministres de l'URSS (en rus Совет Министров СССР, Sovet Minístrov SSSR) o Sovmín (Совмин) va ser el nom que va rebre entre 1946 i 1990 el braç administratiu del govern de la Unió Soviètica, que exercia el poder executiu. Prèviament s'havia anomenat Consell de Comissaris del Poble de l'URSS, abreujat Sovnarkom. El 26 de desembre de 1990 el Consell de Ministres va ser reemplaçat pel Gabinet de Ministres de l'URSS, òrgan que va perdurar fins a la dissolució de la Unió el 25 de desembre de 1991.
El Consell de Comissaris del Poble va ser creat el 8 de novembre de 1917, en plena Revolució d'octubre, durant el «II Congrés dels Soviets de totes les Rússies». El seu primer president va ser Vladímir Lenin. Tot i que ja des de la seva creació estava a càrrec del poder executiu, la Constitució soviètica de 1918 el va fer explícitament responsable de "l'administració general dels assumptes de l'Estat", permetent sancionar decrets amb força de llei quan el Congrés dels Soviets no es trobés en període de sessions. Temps després el Congrés dels Soviets va ser reemplaçat pel Soviet Suprem.
Amb la formació de la Unió Soviètica, a la darreria de 1922, es va crear un nou Consell de Comissaris del Poble que tindria autoritat a nivell federal -l'anterior pertanyia a la República Socialista Federativa Soviètica de Rússia-. Cada república administrava en forma autònoma els seus assumptes interns, de manera que cadascuna va mantenir el seu propi Consell de Comissaris del Poble. Finalment, el 1946 els comissariats del Poble van passar a ser ministeris i el Consell de Comissaris es va convertir llavors en Consell de Ministres.
Compost pels titulars de les desenes de ministeris de la Unió Soviètica, el Consell de Ministres elegia a un president, que exercia de cap de govern. El Presídium, cos col·legiat a càrrec de la prefectura d'Estat, era l'encarregat de nomenar i destituir ministres, decisions que podien ser convalidades o denegades pel Soviet Suprem, màxima autoritat legislativa de la Unió. En cas que algun decret del Consell de Ministres contrariés la legislació vigent, el Presídium també tenia potestat per a declarar-ne la nul·litat. Igual que d'altres institucions de govern, el Consell de Ministres tenia la seva seu al Kremlin de Moscou.